# Michael McDonald (cântăreț)
Michael McDonald (n. 12 februarie 1952) este un cântăreț și textier american. McDonald este cunoscut pentru vocea sa baritonală. Și-a început cariera ca voce de fundal acompaniindu-l pe Steely Dan. A fost membru al formației The Doobie Brothers din 1976 până în 1982, o perioadă în care formația a lansat mai multe hituri. A câștigat cinci premii Grammy; patru în 1979 și unul în 1984. A colaborat cu artiști precum Christopher Cross („Ride Like the Wind”), Stephen Bishop,  Jack Jones, Bonnie Raitt, formația de muzică rock Toto și Kenny Loggins.

## Legături externe
- Site-ul oficial al lui Michael McDonald
- Michael McDonald la Internet Movie Database